# Rhampsinitus (personage)

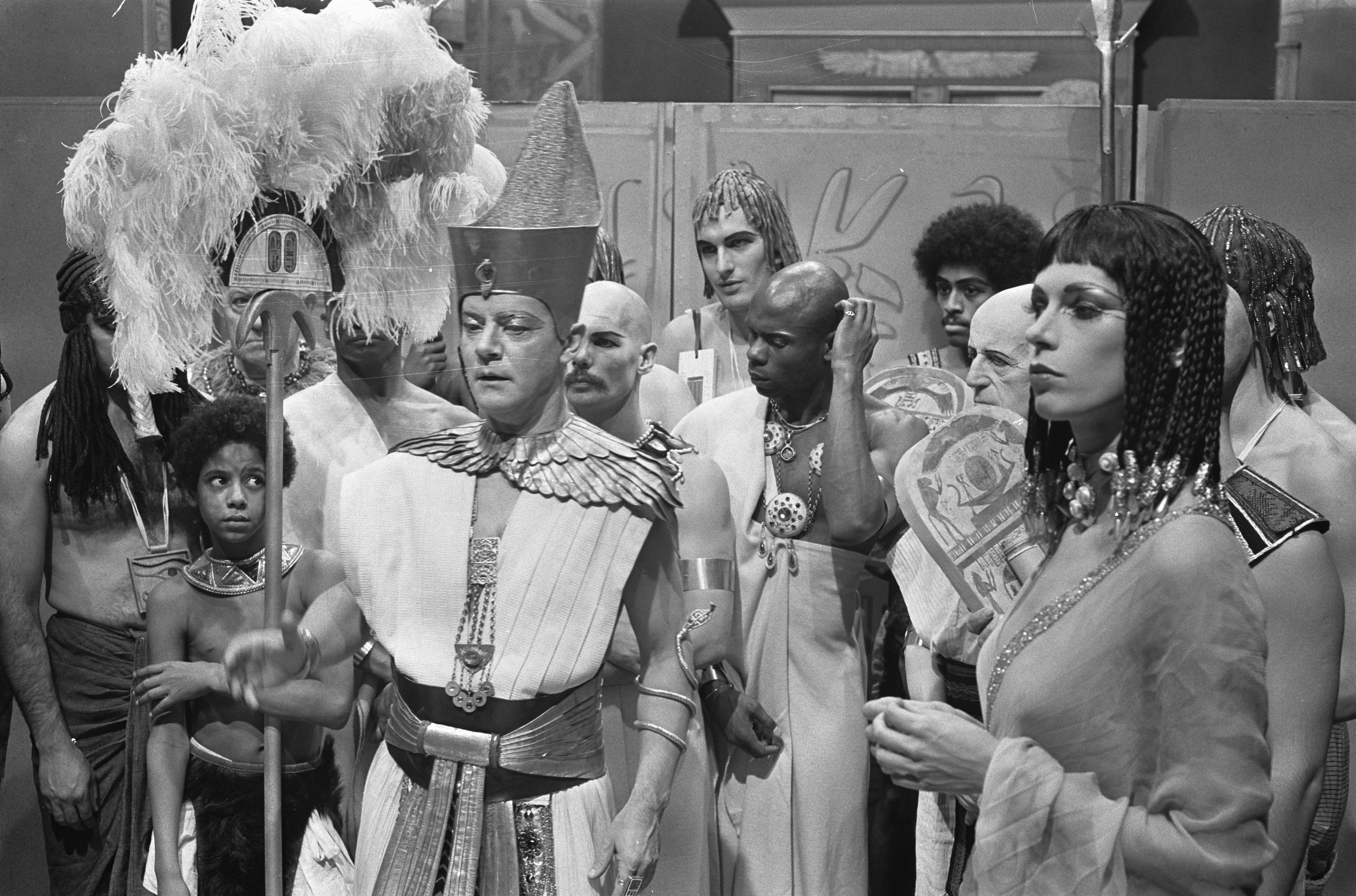
Ramcinitos en de dief
(met Ton van Duinhoven en Cox Habbema, VPRO-TV, 1973)

R(h)ampsinitus (Grieks: Ῥαμψίνιτος / Rhampsínitos) is, in Boek II, 121-122, van Herodotus' Historiën, de naam van een legendarische Egyptische koning, bekend om zijn grote rijkdom en om zijn uitbreiding van de Ptah-tempel in Memphis. 
 De Griekse naam 'Rhampsinitos' is mogelijk ontstaan door verbastering van de namen 'Ramses' en 'Neith'. Dit brengt vele onderzoekers ertoe hem te identificeren met de farao Ramses III uit de twintigste dynastie.
Rhampsinitus werd nagespeeld in de televisieserie 'Herodotusreeks' (1974-76).

## Herodotus'Historiën

### Bouwwerken
Herodotus weet te vertellen dat deze koning zeer rijk aan zilver was, en dat hij de westelijke voorhof van de tempel van Hephaistos (Ptah) in Memphis liet bouwen. Tegenover deze voorhof liet hij ook twee grote standbeelden plaatsen, elk 25 cubit hoog, die de Egyptenaren 'Zomer' en 'Winter' noemden. Daarvan vereerden zij enkel de 'Zomer', die naar het noorden gekeerd stond. Herodotus vermeldt ook dat Rhampsinitus’ opvolgers ('broers' Cheops en Chefren) minder voorspoedig waren: dat lijkt de identificatie met Ramses III te bevestigen, omdat de overige 'Ramessiden' van de 20e dynastie inderdaad minder machtig waren. Rhampsinitus werd voorafgegaan door farao Proteus.
Herodotus vermeldt over hem ook de volgende merkwaardige anekdote - al geeft hij zelf toe dat hij het een onwaarschijnlijk verhaal vindt. Dit verhaal werd in de 'Herodotusreeks' in 1974 door de VPRO verfilmd.

### De slechte en slimme dief
Omdat hij zo rijk was, liet Rhampsinitus een goed beveiligde schatkamer bouwen, grenzend aan zijn paleis, om er al zijn rijkdom in onder te brengen. Maar de architect maakte ook een verborgen toegang tot deze schatkamer, een steen die makkelijk verwijderd kon worden, waarvan alléén hij het geheim kende. Voor hij stierf verklapte hij het geheim aan zijn beide zonen. Deze braken binnen in de schatkamer en roofden een aanzienlijk deel van de schatten. De koning stond voor een raadsel, toen bleek dat zijn schatten steeds verder slonken, terwijl de zegels op de deuren nooit verbroken waren. Daarom liet hij valklemmen plaatsen bij de kisten waarin het goud was opgeborgen. Bij het volgende bezoek raakte een van de broers bekneld in een klem. Toen hij besefte in welk gevaar hij verkeerde, smeekte hij zijn broer hem te doden en onmiddellijk zijn hoofd af te snijden, want als men hem herkende zou hij ook zijn broer in gevaar brengen. Deze deed wat hem gevraagd werd, en vluchtte weg met het hoofd van zijn broer.
Rhampsinitus liet het verminkte lijk op een openbare plaats ophangen, en plaatste er wachters bij, met de opdracht iedereen te arresteren die ze ook maar enig teken van droefheid zagen vertonen. Toen de moeder van de dief dat gemerkt had, drong ze bij haar nog levende zoon erop aan het lijk van zijn broer naar huis te brengen. Als hij dat niet deed, dreigde zij zelf alles aan de koning te gaan vertellen. Ten einde raad ging de man als volgt te werk: hij laadde wijnzakken op ezels, dreef hen naar de wacht, liet wijn uit enige zakken vloeien en deed of hij woedend op de ezels werd. De wachters kwamen met kruiken aanrennen om de wijn op te vangen, waarna hij deed alsof hij boos op hen werd. Ze probeerden hem te kalmeren en terwijl hij de wijnzakken  in goede orde hing, raakte hij met een van de wachters in gesprek en schonk hem een wijnzak. De wachters besloten gezamenlijk van de wijn te drinken en nodigden de broer uit mee te doen. Hij sloot vriendschap met de wachters, schonk hen nog een wijnzak en voerde hen dronken, en terwijl zij hun roes uitsliepen legde hij 's nachts het lijk van zijn broer op de ezels en ging ermee aan de haal. Hij had de rechterkant van hun baarden afgeschoren om de wachters te bespotten.
De koning was woedend dat zijn plan mislukt was, en besloot nu tot het uiterste te gaan. Hij liet zijn dochter plaatsnemen in een bordeel om op die manier de dief te ontmaskeren: zij bood namelijk elke man van de stad gratis haar diensten aan, op voorwaarde dat hij haar het slimste en slechtste zou vertellen dat hij in zijn leven ooit gedaan had. Als iemand haar het verhaal van de dief zou vertellen zou ze hem vastgrijpen en niet meer loslaten. De dief had de list doorzien, maar wilde toch met de koningsdochter naar bed. Daarom sneed hij de arm van een lijk bij de schouder af en verborg die zorgvuldig onder zijn kleren. Zodra hij had verteld dat zijn broer onthoofden, toen die vast zat in de schatkamer van de koning, het slechtste was wat hij had gedaan en het slimste, de wachten dronken voeren en het lichaam van zijn broer meenemen, wilde de prinses hem grijpen, maar de dief liet haar enkel de arm en poetste de plaat.
Nu was koning Rhampsinitus zo onder de indruk van de spitsvondigheid van de dief, dat hij overal liet afkondigen dat hij hem niet alleen gratie verleende, maar zelfs de hand van zijn dochter aanbood. 'De Egyptenaren,' zei hij, 'overtroffen de wereld  in wijsheid, en deze man stak uit boven alle andere Egyptenaren.'

### Afdaling en terugkeer uit de Hades
Later daalde Rhampsinitus af in de krochten van de Hades en dobbelde er met Demeter (godin van het graan). De ene keer won, de andere keer verloor hij. Na enige tijd keerde hij terug met een gouden doekje, dat hij van Demeter ten geschenke had gekregen.
Deze afdaling en terugkeer uit de onderwereld werd een festival bij de Egyptenaren, dat tot in de dagen van Herodotus gevierd werd. De ceremonie ging als volgt: Priesters weefden op een bepaalde dag een mantel, legden een van hen een stuk filet voor de ogen, trokken hem de mantel aan en leidden hem op de weg naar Demeters tempel. Daar werd de geblinddoekte priester alleen en aan zijn lot overgelaten. Twee wolven leidden hem naar Demeters tempel, 20 furlong van de stad, waar hij enige tijd verbleef en door de wolven teruggebracht werd naar de plaats waar ze hem vonden.
Herodotus deed slechts getrouw verslag van de tradities van verschillende naties, zei hij zelf. De Egyptenaren geloofden dat Demeter en Dionysus (god van de wijn) over de gebieden beneden heersen. Ze geloofden ook als eersten dat de mens een onsterfelijke ziel had, die na het overlijden, het lichaam van een pasgeboren dier binnenging en zo in een cyclus van dier tot dier van de aarde, het water en de lucht overging, tot de ziel in een menselijk lichaam werd wedergeboren. Deze transmigratie duurde 3000 jaar.

### Piramiden van Gizeh
Direct na Rhampsinitus werden de piramiden van Gizeh opgericht. Tot Rhampsinitus' dood werd Egypte uitstekend geregeerd. Maar toen volgde de gemene farao Cheops hem op, die tempels sloot, offers verbood en de mensen hard voor zich liet werken. Cheops bereidde in 10 jaar een heuvel voor, groef er onderaardse kamers in, omringde de heuvel met water, dat via een kanaal uit de Nijl werd aangevoerd, en bouwde een dijkweg om de steenblokken naar boven te vervoeren, die nog eens 20 jaar opeengestapeld moesten worden, tot zijn monument voltooid was: de Piramide van Cheops. Daarop volgde diens 'broer' Chefren met de piramide van Chefren en Cheops' 'zoon' Mykerinos met de Piramide van Mykerinos. Egypte was voorbestemd 150 jaar af te zien (II, 133).